# William Salter
William "Bill" Salter est un ingénieur du son britannique, mort en 1983.

## Filmographie partielle
- 1953 : Le Saint défie Scotland Yard (The Saint's Return) de Seymour Friedman
- 1953 : Blood Orange de Terence Fisher
- 1953 : Spaceways de Terence Fisher
- 1953 : Four Sided Triangle de Terence Fisher
- 1954 : Murder by Proxy de Terence Fisher
- 1955 : Des pas dans le brouillard (Footsteps in the Fog) d'Arthur Lubin
- 1957 : Pour que les autres vivent (Seven Waves Away) de Richard Sale
- 1958 : L'Ennemi silencieux (The Silent Enemy) de William Fairchild
- 1959 : Cri d'angoisse (Subway in the Sky) de Muriel Box
- 1961 : Deux des commandos (On the Fiddle) de Cyril Frankel
- 1961 : Un traître à Scotland Yard (Offbeat) de Cliff Owen